# Bamburgo
Bamburgo (/ˈbæmbrə/ BAM-brə) é uma aldeia e paróquia civil da costa da Nortúmbria, Inglaterra. De acordo com o censo de 2001, tinha uma população de 414 pessoas.
O local é notório devido ao castelo de Bamburgo, lar dos antigos reis do Reino da Nortúmbria, atualmente é propriedade da família Armstrong e também está associado à heroína Vitoriana Grace Darling, que está ali enterrada.